# Sztoa Poikilé

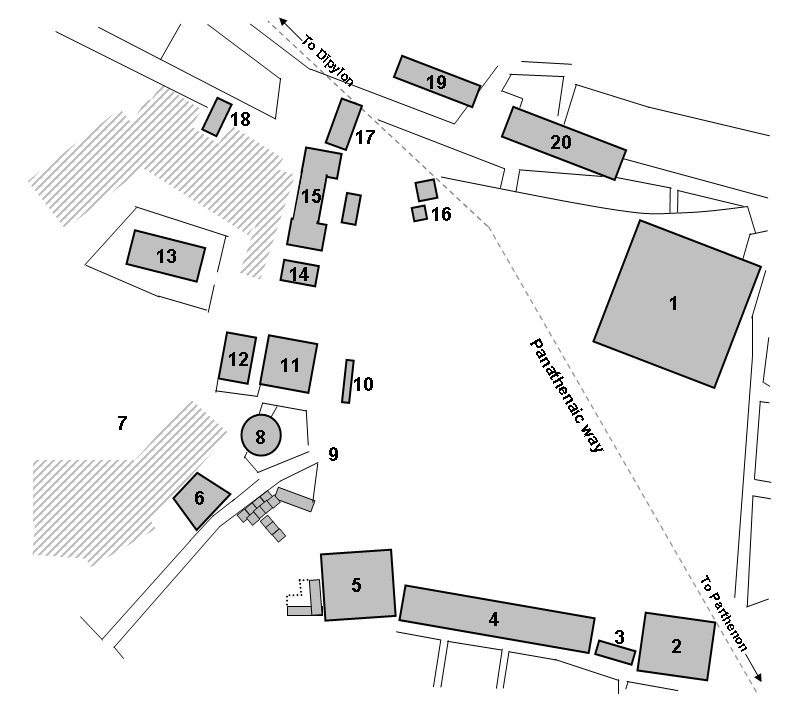
Az athéni agora vázlata. 20. a Sztoa Poikilé

Sztoa Poikilé, avagy a Színes Csarnok az athéni agora északi oldalán álló épület. Az i.e. 5 században épült és itt tanította Zénón sztoicista  filozófiáját. A sztoa falait Mikón és Polügnótosz által festett színes freskók díszítették, amelyek mitológiai és görög történelmi eseményeket ábrázoltak: az oinoéi csata, az amazonok harca, Trója elfoglalása, a marathóni csata.